# Wincenty Poniatowski
Wincenty Poniatowski – szambelan królewski, sekretarz Gabinetu Jego Królewskiej Mości w latach 1779–1786,  konsyliarz konfederacji targowickiej ziemi warszawskiej, asesor w Sądzie Najwyższym Apelacyjnym w 1795 roku, 29 kwietnia 1791 roku przyjął obywatelstwo miejskie w ratuszu Starej Warszawy, złożył akces do insurekcji kościuszkowskiej.